# Шурпа
Шурпа́ (шурба — «суп, бульон») — заправочный суп или мясной бульон у тюркских народов и таджиков, получивший распространение на мусульманском Востоке и у народов, соседних с тюрками и таджиками. Известен под различными наименованиями: «сорпо», «шурпа», «шурбо», «шулюм», «чорпа», «шорпо», «сорпа», а в Молдавии и на Балканах — «чорба».

## Этимология
Слово «шурпа» в русском языке является заимствованием из центрально-азиатских языков, которое, в свою очередь, восходит к персидскому (таджикскому) شوربا šōrbā, шӯрбо.
Это слово представляет собой смесь от перс. شور šōr‎, что означает «солёный, солоноватый», и перс. با bā‎, «тушёное мясо», «каша», «жидкая пища».  Первое происходит от парф. 𐫢𐫇𐫡 šōr, что означает «солёный», а второе — от пехл. *-bāg, что означает «каша», «жидкая пища».
Этимология может быть окончательно связана с персидским языком через родственное слово перс. شورباج šōrabaj‎. В современном персидском языке, в то время как شوربا šōrbā означает «бульон», «тушёное мясо», شورباج šōrabaj означает просто «суп». В современном персидском языке окончание слова 𐭪 g обычно либо меняется на ج j, либо вообще опускается.
Диалектное арабское слово شوربة šūrba или شربة šurba также было заимствовано из персидского языка и не может быть этимологически связано с شرب šariba, что означает «пить». Тем не менее весьма вероятно, что фоносемантическое совпадение произошло во время заимствования этого слова в арабский язык, что могло бы объяснить орфографическую разницу.

## Варианты рецепта
Отличительные черты шурпы довольно сложно выделить. Иногда выделяют такое отличие, как приготовление шурпы из предварительно обжаренного мяса и овощей (ковурма/куурма — жарка), однако обычный способ приготовления — варка (кайнатма). Следовательно, технология приготовления шурпы не имеет присущих исключительно этому супу отличий от технологии приготовления других заправочных супов.
Можно выделить некоторые признаки шурпы. Во-первых, это мясной суп/бульон. Во-вторых, она характеризуется повышенной жирностью, что, в частности, особенно заметно при приготовлении шурпы из жирного мяса. В-третьих, сравнительно постоянный набор крупно нарезанных овощей: моркови, картофеля и лука (последний в шурпу кладётся в большем, в сравнении с другими супами, количестве).
Как правило, шурпа готовится из баранины, однако может готовиться из птицы, в том числе мелкой и дикой. Более того, шурпа может быть приготовлена из рыбы, так называемая асы-сорпа, характерная для прибрежных районов Туркменистана.
Зелень и пряности варьируются от региона, однако практически везде в состав входят петрушка, укроп, кинза, красный перец. В Узбекистане добавляют зиру в больших количествах и базилик, в Молдавии чорба существенно отличается, так как готовится на квасе.
В Чувашии шурпой (чув. шӳрпе) называют наваристые мясные бульоны, а бульон в супе называют яшка́ шӳрпи́.
Под шурпой в Башкортостане, Татарстане и Кыргызстане также понимают и крепкий прозрачный бульон с мелко нашинкованным луком, иногда — с картофелем и тонко нарезанной лапшой, приправленный небольшим количеством зелени и чёрным перцем. Такая шурпа является не самостоятельным блюдом, а аперитивом к основному блюду — отварному мясу (баранина, говядина, бешбармак, кульчётай и тому подобное). Болгары называют чорба все традиционные супы — из фасоли, чечевицы, чёрных бобов, из мяса и субпродуктов, овощные. Мясные приправляются чёрным перцем, красным горьким перцем, тмином, мятой, орегано, базиликом, лавровым листом, сельдереем и тимьяном, а чорба из зелени приправляется обычно петрушкой и укропом, редко тимьяном. Чорба из крапивы не приправляется ничем.

## Варианты названия
- Шурбо — Таджикистан
- Сюрпа — приазовские греки
- Çorba — Турция
- Şorba — Азербайджан
- Shurpa, Шурпа — Восточный Туркестан
- Жижиг-чорпа — Чечня
- Чорба — Молдавия, Болгария, Югославия[5]
- Shurpa, Sho’rva — Узбекистан
- Shurba al- 'Adas — Египет, Ливан[6] (чечевица) — суп, возводимый к библейским временам (Бытие 25:29-34)
- Shorba bi djaj — Ирак[7] (рис, курица, шафран)
- Shorba — Судан[8] (баранина, капуста), Ливия[9], Индия[10]
- Шорпо/Сорпо — Киргизия
- Һурпа — Башкортостан
- Шурпа[11], Шулпа — Татарстан
- Çorba — Туркменистан
- Шӳрпе — Чувашия
- Сорпа — Казахстан
- Бурчак шурпа, Чурпа — Дагестан
- Къой шорпа — Карачаево-Черкесия
- Ко́чо́ — Алтай